# Démétrios de Byzance (philosophe)
Pour les articles homonymes, voir Démétrios.
Démétrios de Byzance (en grec ancien Δημήτριος) est un philosophe péripatéticien du Ier siècle av. J.-C..
Auteur d’un ou plusieurs traités sur la poésie et les poètes, il n’est connu que par une note d’Athénée, qui cite le livre IV de son ouvrage Sur la poésie, dans lequel il parle du rhéteur Gorgias.

## Sources
- Athénée, Deipnosophistes [détail des éditions] (lire en ligne), XII, 71.
- Diogène Laërce, Vies, doctrines et sentences des philosophes illustres [détail des éditions] (lire en ligne), V, s.v.« Démétrios de Phalère ».